# Maintenant c'est ma vie (film)
Cet article concerne le film de Kevin Macdonald. Pour le roman original, voir Maintenant, c'est ma vie.
Pour plus de détails, voir Fiche technique et Distribution.
Maintenant c'est ma vie (How I Live Now) est un film britanniquo-canadien réalisé par Kevin Macdonald sorti en 2013. Il s'agit d'une adaptation cinématographique du roman du même nom de Meg Rosoff.

## Synopsis
Daisy est une jeune adolescente new-yorkaise mal dans sa peau. Elle découvre la campagne anglaise, pour la première fois, où elle passe ses vacances chez sa tante Penn avec ses cousins, Eddie, Isaac et Piper. Tout se passe merveilleusement bien pour la jeune américaine jusqu'au jour où éclate la Troisième Guerre mondiale.

## Fiche technique
Sauf indication contraire, les informations mentionnées dans cette section peuvent être confirmées par la base de données cinématographiques IMDb,  présente dans la section « Liens externes ».
- Titre français : Maintenant c'est ma vie ou parfois How I Live Now : Maintenant c'est ma vie[1]
- Titre original : How I Live Now
- Réalisation : Kevin Macdonald
- Scénario : Jeremy Brock, Tony Grisoni et Penelope Skinner, avec la participation de Jack Thorne, d'après le roman Maintenant, c'est ma vie de Meg Rosoff
- Musique : Jon Hopkins
- Photographie : Franz Lustig
- Montage : Jinx Godfrey (de)
- Décors : Jacqueline Abrahams
- Costumes : Jane Petrie
- Production : John Battsek, Alasdair Flind, Andrew Ruhemann et Charles Steel
- Sociétés de production : BFI Film Fund, Cowboy Films, Film4, Passion Pictures, Prospect Entertainment, Protagonist Pictures et UK Film Council
- Distribution : Magnolia Pictures (Royaume-Uni), UGC Distribution (France)
- Genres : drame, aventures, anticipation, romance
- Durée : 101 minutes
- Pays de production :  Royaume-Uni,  Canada
- Langue originale : anglais
- Format : couleur - 1.85:1 - son Dolby Digital
- Dates de sortie[2] :
  - Canada : 4 octobre 2013 (avant-première au festival international de Toronto)
  - Royaume-Uni : 4 octobre 2013
  - France : 12 mars 2014
- Classification[3] :
  - États-Unis : R - Restricted
  - Royaume-Uni : interdit aux moins de 15 ans

## Distribution
- Saoirse Ronan (VF : Lucille Boudonnat) : Daisy
- Tom Holland (VF : Suzanne Sindberg) : Isaac
- George MacKay : Edmond
- Harley Bird (en) (VF : Gabrielle Jeru) : Piper
- Danny McEvoy : Joe
- Anna Chancellor : tante Penn
- Corey Johnson : un officiel du Consulat
- Sophie Ellis : la fermière
- Natasha Jonas : Natasha

Sources et légende : Version française (VF) selon le carton de doublage.

## Production
Le tournage débute en juin 2012 et a lieu en Angleterre et au Pays de Galles.

## Distinctions

### Nominations
- Festival du film britannique de Dinard 2013 : hors compétition